# Chen Lin-lian
Chen Lin-lian (陳莉蓮T, Chén LìliánP; 13 gennaio 1964) è un'ex cestista taiwanese.

## Carriera
Con Taiwan ha disputato i Campionati mondiali del 1986.